# 貝代夫利亞
48°0′14″N 23°39′51″E / 48.00389°N 23.66417°E

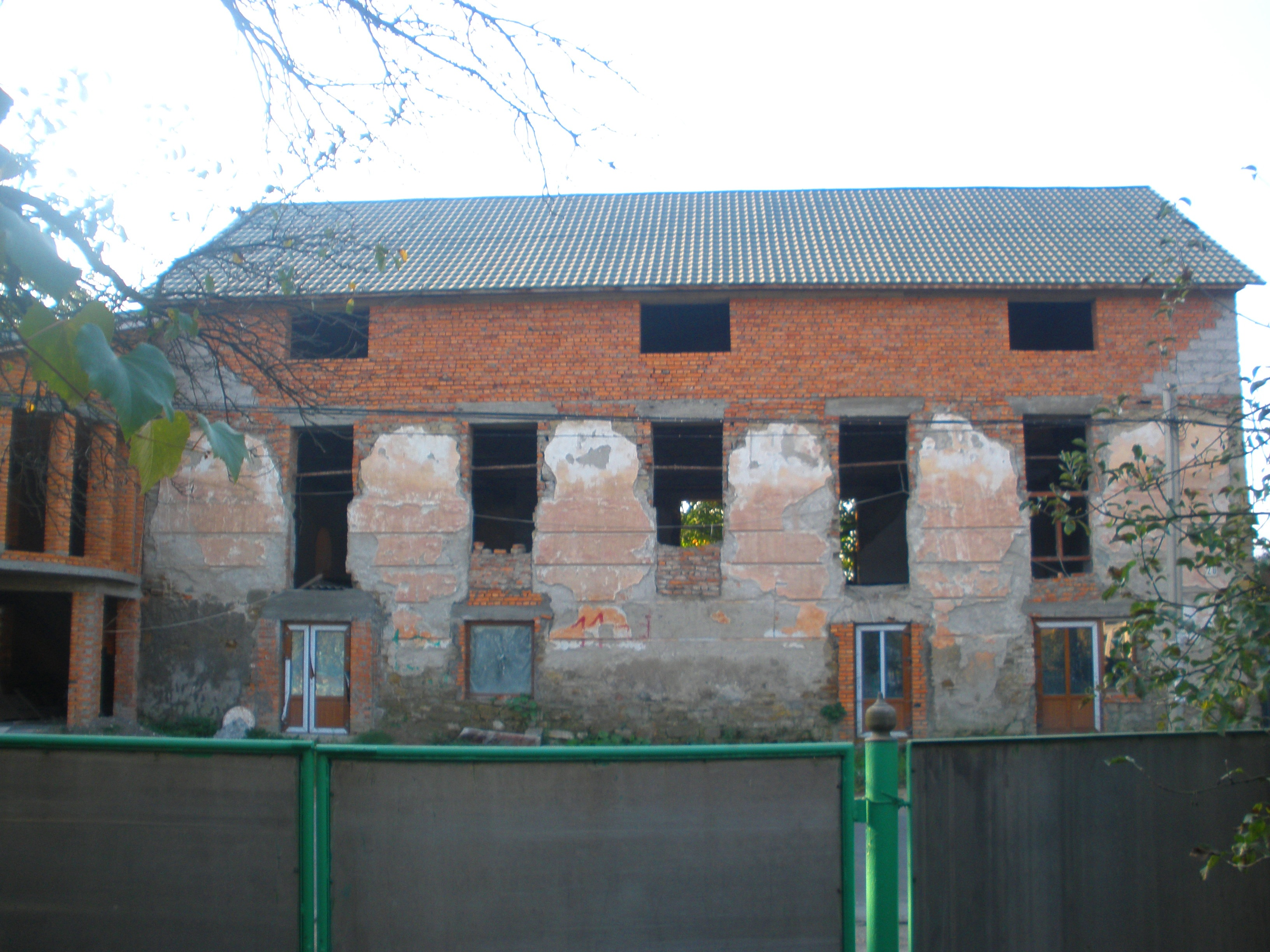
原犹太会堂，现改为咖啡屋

贝代夫利亞（烏克蘭語：Бедевля），是烏克蘭西部外喀爾巴阡州佳切夫區贝代夫利亚市镇内的村落及其行政中心。始建於1336年，面積2.96平方公里，海拔高度235米，2001年人口3,971，人口密度每平方公里1,342.46人。